# Al di là di tutti i limiti
Al di là di tutti i limiti (Less Than Zero) è un film del 1987 diretto da Marek Kanievska tratto da Meno di zero, primo romanzo di Bret Easton Ellis. Ambientato negli anni ottanta a Los Angeles, racconta la tragica storia di tre ragazzi vittime della società delle apparenze.

## Trama
Amici da una vita, Julian, Clay e Blair il giorno del diploma si salutano promettendosi di rimanere comunque in contatto pur prendendo strade diverse. Sei mesi dopo Clay torna a casa dal college per le vacanze natalizie, Blair è una modella, Julian invece ha fallito nelle sue aspettative e dopo essere finito nel tunnel della droga è stato cacciato di casa dal padre. Ora Julian ha un debito di 50 000 dollari con Rip, uno spacciatore che lo costringe a prostituirsi. Durante il suo ritorno Clay reinstaura il suo rapporto con Blair, rapporto che era terminato dopo averla trovata a letto con Julian. Clay cerca di aiutare l'amico ad uscire dai guai. Julian ha intenzione di "ripulirsi" e una notte Clay decide di strapparlo da Rip e di portarlo, insieme a Blair, alla sua università. I tre amici fuggono in auto da Los Angeles. All'alba Clay si rende conto che Julian, seduto accanto a lui, è morto per un arresto cardiaco. Dopo il funerale Clay racconta a Blair della morte della madre di Julian quando lui aveva 5 anni e di quanto questo lo avesse toccato. Clay poi dice che deve tornare a studiare e vuole che Blair venga con lui, lei accetta.

## Curiosità
- Il produttore discografico Rick Rubin ha partecipato al film come supervisore musicale.
- Nel film compare un giovanissimo Brad Pitt, all'epoca ancora semisconosciuto.